# Bisbat de Nimes

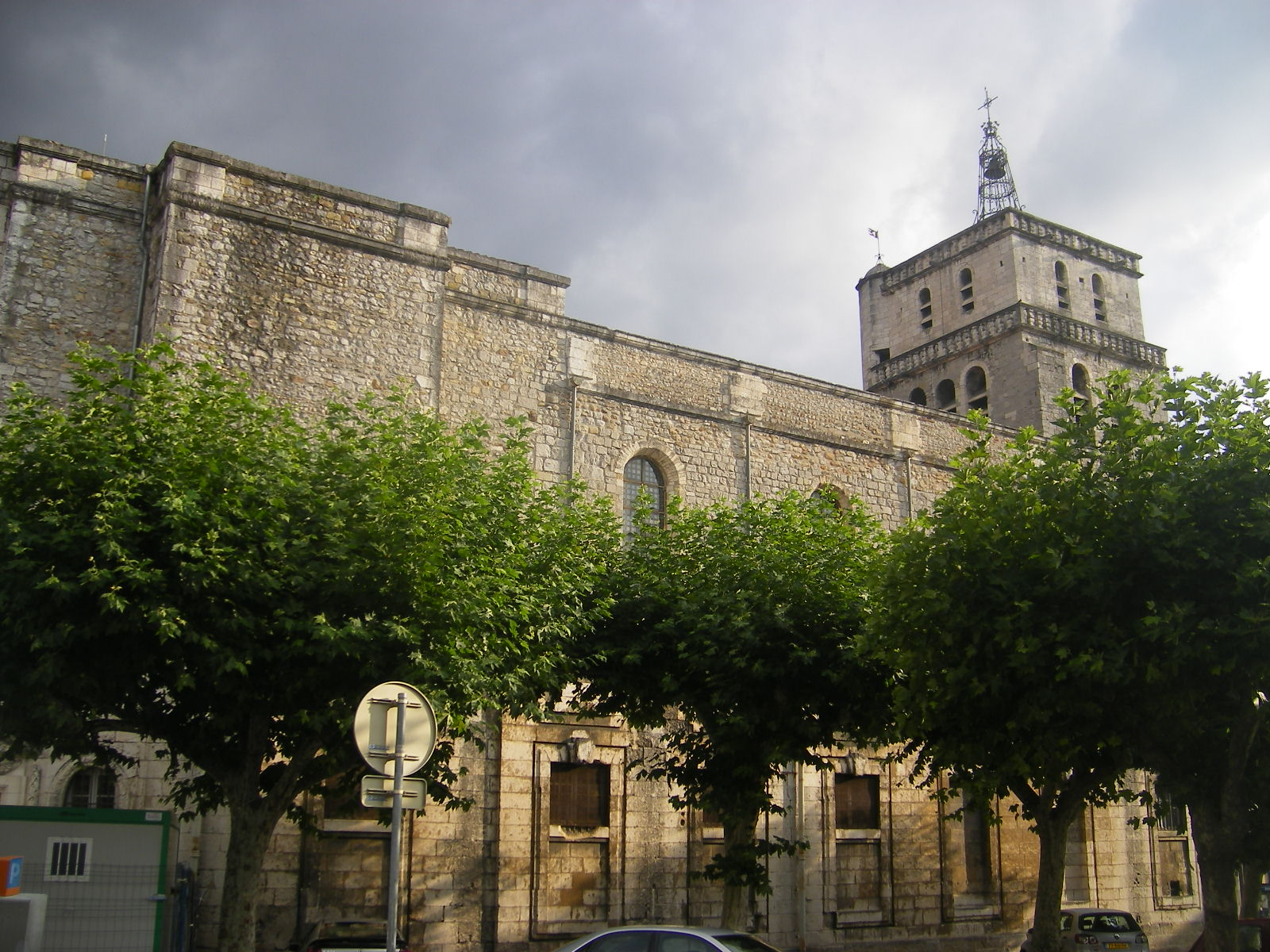
L'ex catedral de Sant Joan Baptista a Alès

El Bisbat de Nimes (francès: Diocèse de Nîmes, llatí: Dioecesis Nemausensis) és una seu de l'Església Catòlica a França, sufragània de l'arquebisbat d'Avinyó. Al 2013 tenia 412.000 batejats sobre una població de 709.700 habitants. Actualment està regida pel bisbe Robert Léon Wattebled.
La regió fou evangelitzada segons la llegenda per Sant Celedoni o per Sant Honest (apòstol de Navarra) i company de Sant Serni apòstol de Tolosa. Cap al segle iii s'esmenta a Sant Baudili; més tard Sant Felix és esmentat com a bisbe el 407 quan fou martiritzat pels vàndals. El Bisbat existia probablement des del 396. El primer bisbe conegut és Sedati, que va anar al Concili d'Agde el 506. Altres bisbes importants foren Sant Joan (cap al 511-526) i Sant Remisari (633-640). Més tard foren bisbes Bertrand de Languissel (1280-1324) confessor de Bonifaci VIII; el cardenal Guillaume d'Estouteville (1441-1449); el cardenal Guillaume Briçonnet (1496-1514), l'orador Fléchier (1687-1710), el polemista Plantier (1855-1875) i el predicador Besson (1875-1888).
El bisbat fou unit el 1801 a la diòcesi d'Avinyó però fou restablert el 1821 i el 1877 va incloure els d'Usés i Alès prenent el nom de Bisbat de Nimes (Uzès-Alais).

## Territori
La diòcesi comprèn el departament del Gard, a la regió del Llenguadoc-Rosselló.
La seu episcopal és la ciutat de Nimes, on es troba la catedral de Nostra Senyora i de Sant Càstor. A la diòcesi hi ha a més dues ex-catedrals: a Alès l'església de Sant Joan Baptista i a Usés l'església de sant Teodorit.
El territori s'estén sobre 5.880 km², i està dividit en 403 parròquies, agrupades en set vicariats: Nîmes, Causse-Aigoual, Cévennes, Plaine et Camargue, Uzège-Gardonnenque, Vallée du Rhône, Vaunage-Plaine Maritime.

## Història
La diòcesi es va erigir al segle iv. Certament existia el 396, quan a Nimes es va celebrar un sínode de l'Església de la Gàl·lia, i és impossible l'elecció d'aquesta ciutat si no hagués ja estat seu episcopal. Encara que la tradició té alguns bisbes al segle iv, el primer bisbe del qual hi ha registres històrics ha ser Sedatus, present al Concili d'Agde de l'any 506. Va ser originalment sufragània de l'arxidiòcesi de Narbona.
Entre els segles vi i vii la immensa diòcesi cedí territoris en benefici de les ereccions de les diòcesis d'Usès, d'Agde, de Maguelonne i d'Arisitum. Aquesta última diòcesi va ser aviat suprimida i el seu territori va tornar a Nimes.
Als segles viii i ix, el territori actual de la diòcesi va veure el floriment de nombrosos monestirs benedictins; hi havia uns 180 assentaments diferents.
El papa Urbà II, que va viatjar a França per predicar la croada, va consagrar la catedral de Nimesel 1096 i va presidir un concili local. El papa Alexandre III va visitar Nimes el 1162. Climent IV (1265-1268), va néixer a Saint Gilles, al territori diocesà, concedí als monestirs de la ciutat diversos privilegis. En 1305, Climent V va arribar a la ciutat durant el viatge que va fer a Lió per ser coronat. Després de les disputes sobre la venda del raïm a la Cort pontifícia, Innocenci VI va llançar l'interdicte a Nimesel 1358.
El capítol de la catedral, que inicialment seguia la regla de sant Agustí, va ser secularitzat amb una butlla del papa Pau III el 22 de desembre de 1539.
La diòcesi va patir molt durant les guerres de religió: el 29 de setembre del 1567 els protestants de Nimes perpetrareb la matança dels monjos catòlics, coneguts com a Michelade; dos dies, la catedral va ser arrasada, així com les set esglésies parroquials de la ciutat. També a NimesLluís XIII va emetre el decret de pacificació religiosa conegut com la Pau de Nimes (7 de juliol de 1629). La catedral va ser reconstruïda en 1646 en la seva forma actual.
El seminari diocesà va ser establert pel bisbe Anthime Denis Cohon el 1667; després de la revolució francesa el 1822 es va construir un nou edifici, molt més gran que l'anterior; es va inaugurar oficialment un tercer seminari el 1926.
El 17 de maig de 1694, la diòcesi va cedir una part del seu territori per aprofitar l'erecció de la diòcesi d'Alès.
Seguint el concordat amb la butlla Qui Christi Domini del Papa Pius VII del 29 de novembre de 1801, es va suprimir la diòcesi i el seu territori es va unir amb el de la diòcesi d'Avinyó. Amb Nimestambé es van suprimir les diòcesis d'Alès i d'Usès.
Al juny de 1817 entre la Santa Seu i el Govern francès s'estipulà un nou concordat, que va ser seguit el 27 de juliol per la butlla Commissa divinitus, amb la qual el Papa estava restaurant la seu de Nimes. També va ser nomenat un nou bisbe, Charles-François-Marie Petit-Benoit de Chaffoy. No obstant això, ja que el concordat no havia entrat en vigor perquè no havia estat ratificat pel Parlament de París, l'erecció de la diòcesi i el nomenament del bisbe tenien cap efecte.
El 6 d'octubre de 1822 en virtut de la butlla Paternae charitatis del Papa Pius VII la diòcesi de Nimes es va restablir oficialment, recuperant l'antic territori de les tres diòcesis de Nimes, Ales i Uzes de la diòcesi d'Avinyó. Aquesta última al mateix temps va tornar a ser una seu metropolitana; la diòcesi de Nimes es va convertir en sufragània de l'arxidiòcesi de Avinyó. El bisbe Chaffoy per tant podria ser consagrat bisbe, quatre anys després del seu nomenament.
El 27 d'abril de 1877 un breu del papa Pius IX va autoritzar als bisbes de Nimes a emprar el títol de bisbes d'Ales i d'Usès .
El 8 de desembre de 2002, amb la reorganització de les circumscripcions diocesanes franceses, la diòcesi va passar a formar part de la província eclesiàstica de l'arxidiòcesi de Montpeller.

## Llista de bisbes
- 374-407 Saint Félix
- 506-510 Sedatus
- vers 520 Joan I
- 589 Pelagi
- 633-640 Remessari
- vers 650 Joan II
- 672-675 Areji
- vers 680 Crocus
- 737 Palladi
- vers 745 Gregori
- 784-788 Sesnand
- 791-798 Vintering
- 808-850 Cristià
- 858-860 Isnard
- 867 Anglard I
- 870-890 Gilbert
- 895-905 Anglard II
- 905-928 Hubert
- 929-941 Rainard
- 943 Bernard I
- 943-946 Begó
- 947-986 Bernat d'Andusa
- 987-1016 Frotari I
- 1016-1026 Gerald d'Andusa
- 1027-1077 Frotari II
- 1066-1084 Elefant (coadjutor)
- 1080-1090 Pere I Ermangaud
- 1095-1097 Bertran I de Montredon
- 1097-1112 Ramon I Guillem
- 1113-1134 Joan III
- 1134-1141 Guillem I
- 1141-1180 Aldebert d'Usès i de Posquières
- 1181-1207 Guillem II d'Usès
- 1207-1209 Hugu de Lédignan
- 1210 Rodolf
- 1212-1242 Arnald
- 1242-1272 Ramon II Amauri
- 1272-1280 Pere II Gaucelm
- 1280-1324 Bertran II de Languissel
- 1324 Armand de Vernon
- 1324 Bernat III
- 1324-1331 Bernat IV
- 1331-1337 Guirald de Languissel
- 1337 Guillem III de Court Novel
- 1337-1342 Aimeric Girard
- 1342-1348 Bertran III de Deaux
- 1348-1361 Joan IV de Blauzac
- 1361-1362 Pau de Deaux
- 1362 Jaume I de Deaux
- 1362-1367 Gaucelm de Deaux
- 1367-1372 Joan V de Gase
- 1372-1380 Joan IV d'Uzès 
  - 1380-1383 Seguí d'Authon, administrador apostòlic
- 1383-1391 Bernat IV de Bonneval
- 1391-1393 Pere III Girard, administrador
- 1393-1426 Gilles de Lascours
- 1420-1429 Nicolas Habert
- 1429-1438 Lleonard Delphini 
  - 1438-1441 Guilleum IV de Champeaux, administrador apostòlic
  - 1441-1449 Guillaume d'Estouteville, administrador apostòlic
- 1450-1453 Jofré Soreau 
  - 1453-1458 Alan de Coëtivy, administrador apostòlic
- 1460-1481 Robert de Villequier
- 1481-1482 Esteve de Blosset
- 1482-1496 Jaume II de Caulers 
  - 1496-1514 Guillem VI Briçonnet, en règim de comanda, cardenal, administrador apostòlic
- 1515-1554 Miquel Briçonnet
- 1554-1561 Claudi I Briçonnet
- 1561-1568 Bernat VI d'Elbène
- 1573-1594 Ramon III Cavalésy
- 1598-1625 Pere IV de Valernod
- 1625-1633 Claudi II de Saint-Bonnet de Thoiras
- 1633-1644 Antimi Denis Cohon
- 1644-1655 Hector d'Ouvrier
- 1655-1670 Antimi Denis Cohon (segona vegada)
- 1671-1689 Joan-Jaume III Séguier de la Verrière
- 1692-1710 Esprit Fléchier
- 1710-1736 Joan VIII César Rousseau de La Parisière
- 1737-1784 Carles Prudent de Becdelièvre
- 1784-1801 Pere V Marie-Magdeleine Cortois de Balore
- 1821-1837 Claudi III Petit Benoit de Chaffoy
- 1838-1855 Joan-François-Marie Cart
- 1855-1875 Claudi-Enric Plantier
- 1875-1888 Francesc-Nicolau Besson
- 1889-1896 Joan-Lluís-Antoni-Alfred Gilly
- 1896-1921 Fèlix-August Béguinot
- 1921-1924 Charles Marty Marcellin
- 1924-1963 Jean Justin Girbeau
- 1963-1977 Pierre-Marie Rougé
- 1978-1999 Jean Cadilhac
- 2001- Robert Wattebled

## Estadístiques
A finals del 2013, la diòcesi tenia 412.000 batejats sobre una població de 709.700 persones, equivalent al 58,1% del total.
| any  | població | població | població | sacerdots | sacerdots       | sacerdots       | sacerdots             | diaques | religiosos | religiosos | parròquies |
| ---- | -------- | -------- | -------- | --------- | --------------- | --------------- | --------------------- | ------- | ---------- | ---------- | ---------- |
| any  | batejats | total    | %        | total     | clergat secular | clergat regular | batejats por sacerdot | diaques | homes      | dones      |            |
| 1950 | 296.000  | 395.000  | 74,9     | 455       | 407             | 48              | 650                   |         | 70         | 300        | 289        |
| 1969 | 389.000  | 478.500  | 81,3     | 354       | 335             | 19              | 1.098                 |         | 28         | 660        | 87         |
| 1980 | 405.000  | 494.500  | 81,9     | 321       | 269             | 52              | 1.261                 |         | 97         | 360        | 288        |
| 1990 | 436.000  | 533.000  | 81,8     | 253       | 209             | 44              | 1.723                 |         | 76         | 250        | 303        |
| 1999 | 360.000  | 600.000  | 60,0     | 195       | 154             | 41              | 1.846                 | 6       | 72         | 178        | 403        |
| 2000 | 365.000  | 623.115  | 58,6     | 201       | 165             | 36              | 1.815                 | 6       | 56         | 175        | 403        |
| 2001 | 365.000  | 623.115  | 58,6     | 187       | 155             | 32              | 1.951                 | 6       | 52         | 260        | 403        |
| 2002 | 470.000  | 623.115  | 75,4     | 175       | 141             | 34              | 2.685                 | 6       | 62         | 286        | 403        |
| 2003 | 368.000  | 629.000  | 58,5     | 173       | 139             | 34              | 2.127                 | 8       | 101        | 240        | 403        |
| 2004 | 364.523  | 623.125  | 58,5     | 169       | 135             | 34              | 2.156                 | 5       | 90         | 274        | 392        |
| 2013 | 412.000  | 709.700  | 58,1     | 131       | 100             | 31              | 3.145                 | 15      | 109        | 146        | 403        |